# Calceolaria irazuensis
Calceolaria irazuensis är en toffelblomsväxtart som beskrevs av J. D. Smith. Calceolaria irazuensis ingår i släktet toffelblommor, och familjen toffelblomsväxter. Inga underarter finns listade i Catalogue of Life.

## Bildgalleri

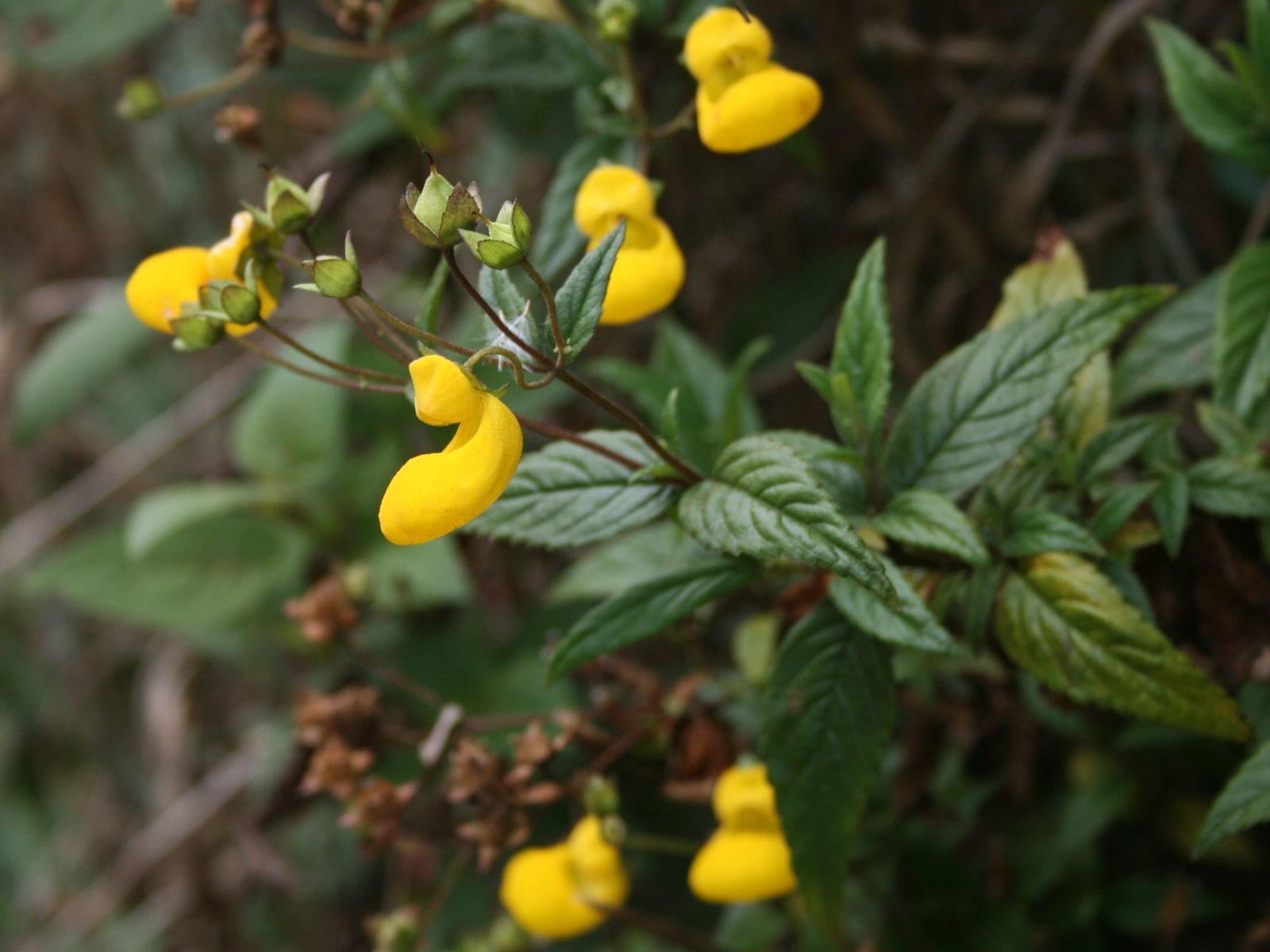